# 제주시의회
제주시의회는 제주도 구 제주시 지역을 관할하는 기초의회였다. 2006년 제주도가 제주특별자치도로 승격될 때, 제주시가 행정시로 전환되며 폐지되었다.